# Config.sys
A CONFIG.SYS az elsődleges konfigurációs fájl a DOS és az OS/2 operációs rendszerek számára. Ez egy speciális ASCII szövegfájl, amely a felhasználó számára elérhető beállítási vagy konfigurációs irányelveket tartalmazza az operációs rendszer DOS BIOS-jának (rendszerint az IBMBIO.COM vagy IO.SYS lakóhelye) kiértékelésével a rendszerindítás során. A CONFIG.SYS a DOS 2.0 verzióval került bemutatásra.

## Használata
A fájlban szereplő irányelvek a DOS-t a rendszer eszközökkel és alkalmazásokkal történő konfigurálására konfigurálják. A CONFIG.SYS irányelvek a memóriakezelőket is felállítják a rendszerben. A CONFIG.SYS fájl feldolgozása után a DOS betölti és végrehajtja a CONFIG.SYS SHELL sorában megadott parancshéjat vagy a COMMAND.COM fájlt, ha nincs ilyen sor. A parancshéj viszont felelős az AUTOEXEC.BAT fájl feldolgozásáért.
A CONFIG.SYS többnyire név = érték irányelvekből áll, amelyek változó hozzárendeléseknek tűnnek. Valójában ezek meghatároznak néhány hangolható paramétert, amelyek gyakran memóriafoglalást eredményeznek, vagy fájlokat töltenek be, elsősorban eszközillesztők és TSR-k a memóriába.
A DOS-ban a CONFIG.SYS annak a meghajtónak a gyökérkönyvtárában található, amelyből a rendszer indult.
A fájlnevet a Disk Control Program [de] (DCP) is használja, az egykori kelet-német VEB Robotron MS-DOS származéka.
A DOS egyes verziói tesztelni fogják az alternatív fájlneveket, amelyek elsőbbséget élveznek az alapértelmezett CONFIG.SYS fájlnévvel szemben, ha vannak:
Míg a Concurrent DOS 3.2–4.1 régebbi verziói egyáltalán nem támogatták a CONFIG.SYS fájlokat, addig a Concurrent DOS 386 és a Concurrent DOS XM későbbi verziói, valamint a Multiuser DOS, a System Manager és a REAL / 32 a CCONFIG.SYS tesztelésére kerülnek (a "C" származik az "Egyidejű") helyett a CONFIG.SYS. A Multiuser DOS néhány verziója helyett a CCONFIG.INI fájlnevet használja, [2] [3] míg a REAL / 32 ismert, hogy az MCONFIG.SYS fájlt keresi. Ezek az operációs rendszerek támogatnak számos további és eltérő konfigurációs beállítást (például INIT_INSTALL), amelyek az MS-DOS / PC DOS alatt nem ismertek, de a CCONFIG.BIN nevű bináris tárolóban tárolódnak, nem pedig a CCONFIG.INI könyvtárban. [2] [3] Mindkét fájlt általában csak a CONFIG.EXE elnevezésű konfigurációs segédprogrammal módosítják.
A DR DOS 3.31, a PalmDOS 1.0, a Novell DOS 7, az OpenDOS 7.01 és a DR-DOS 7.02 és újabb verziók esetén a DCONFIG.SYS nevű fájl (a "DR DOS" -ból származtatott "D" -kel), ha van, elsőbbséget élvez a CONFIG-rel szemben. .SYS. [4] [5] [6] [7] Mivel a DR DOS 6.0-t ezt a lemez-tömörítő szoftverrel együtt használták, ahol az eredeti C: meghajtó D lesz: a D meghajtó: a tömörítési illesztőprogram betöltése után (és a fájlnévben a "D" szintén hasznos lett), de általában több konfigurációs fájl karbantartásának elősegítésére szolgál több indítás esetén. Ezen felül az OpenDOS 7.01 és a DR-OpenDOS 7.02 az ODCONFIG.SYS nevű fájlt fogja keresni, [8] [9] [6], míg a DR-DOS 7.02 vagy újabb kiadásai némelyikében a DRCONFIG.SYS fájlt is keresik. [6] Továbbá, a DR DOS 6.0 vagy újabb alatt, a SYS / DR: ext parancs használható az alapértelmezett fájlkiterjesztések megváltoztatására. [8] [10] [7] Például, a SYS / L / DR: 703 esetén az írott Volume Boot Record átnevezett és módosított IBMBIO.703 rendszerfájlt keres (az alapértelmezett IBMBIO.COM helyett), az IBMBIO.703 pedig az IBMDOS.703 és a [ D] CONFIG.703 (az IBMDOS.COM és a [D] CONFIG.SYS helyett) úgy, hogy több párhuzamos fájlkészlet létezzen egyidejűleg ugyanabban a gyökérkönyvtárban, és a rendszerbetöltőn keresztül válasszuk ki, mint például a LOADER, a Multiuser DOS és DR-DOS 7.02 / 7.03. [4] A SHELL irányelvet továbbfejlesztették az alternatív AUTOEXEC.BAT fájlok megadásának eszközeivel az /P[:filename.ext fájlon keresztül], és ebben a konkrét esetben a COMMAND.COM elfogadja a .BAT kivételével más fájlkiterjesztéseket is (mindkettő támogatja a 4DOS). [11] A DR DOS 6.0 vagy újabb verziója esetén a CONFIG.SYS CHAIN = filespec irányelv használható a feldolgozás folytatására az elnevezett fájlban, amelynek nem feltétlenül kell a rendszerindító meghajtó gyökérkönyvtárában lennie. [4] [6] A DR-DOS 7.02 vagy újabb opcionálisan támogat egy további paramétert, mint például a CHAIN = fájlspecifikus címkénél, hogy egy adott fájl címkéjére ugorjon: [8] [9] [6] A DR-DOS 7.03 és újabb verziók támogatják az új SYS / A paramétert a megfelelő CONFIG.SYS és AUTOEXEC.BAT fájlok másolásához a rendszerfájlokkal együtt.
A FreeDOS hasonló funkciót valósít meg az FDCONFIG.SYS konfigurációs fájljával. Az RxDOS 7.24 vagy újabb verziója helyett az RXCONFIG.SYS alkalmazást használja. [12] A PTS-DOS a CONFIG.PTS protokollt használja.
Mind a CONFIG.SYS, mind az AUTOEXEC.BAT megtalálható a Windows 95 és a Windows 98 rendszerindító meghajtók gyökérmappájában, mivel a DOS alapúak. Ezek a fájlok általában üresek, tartalom nélkül, mivel ezekre a verziókra a Windows programok futtatásához nem szigorúan szükségük van.
A Windows ME nem is elemzi a CONFIG.SYS fájlt a Windows indítási folyamata során, és a beállításokat a Windows Registry-ből tölti be:
HKLM \ System \ CurrentControlSet \ Control \ SessionManager \ Environment
A FlexOS alatt a CONFIG.SYS egy bináris fájl, amely meghatározza a betöltött erőforrás-kezelőket és eszközillesztőket.
Direktívák:: (Csak DR DOS 5.0 és újabb)
A CONFIG.SYS címkéit a Lánc, a DRSWITCH, a GOTO, a GOSUB és a KAPCSOLÓ irányelvek ugrási célpontjaiként határozza meg.
(DOS 6.0 és DR DOS 6.0 vagy újabb)
Hasonló a REM-hez, de in-line megjegyzésekhez is felhasználható (a többi CONFIG.SYS irányelv alapján). Lásd a MEGJEGYZÉSET. (Az MS-DOS / PC DOS alatt az inline komment-t nem szabad figyelmen kívül hagyni, ha dupla idézőjelekbe teszik.)
- (Csak PTS-DOS)

A soron belüli megjegyzések vezetésére szolgál a; irányelv.
? (DR DOS 3.41 vagy újabb, csak beágyazott DOS és FreeDOS)
Megjeleníti az Igen / Nem lekérdezést és (a DR DOS 5.0 óta) opcionális üzenetet, amely megerősítést kér a felhasználótól a következő CONFIG.SYS irányelvek végrehajtásához. [14] (A FreeDOS nem támogatja az opcionális üzeneteket, de az opcionális feltételeket a MENU és a MENUDEFAULT segítségével definiált rendszerindítási menükkel együtt.) (A DOS 6.0 és újabb verziók támogatják a hasonló funkciót, ha a? CONFIG.SYS irányelv után hozzáadják?, Például DEVICE? Vagy DEVICE? =? DEVICE helyett. Ezt a változatot a DR DOS is támogatja.)
! (Csak FreeDOS)
Feltétel nélkül hajtsa végre a következő CONFIG.SYS irányelvet.
ABORT (csak PTS-DOS esetén)
Megadja, hogy a programokat meg lehet-e szakítani hibákon.
ACCDATE (csak MS-DOS 7.0 és újabb, figyelmen kívül hagyva a DR-DOS 7.02 és újabb verzióknál)
[8] Beállítja, hogy mely meghajtók tárolják a fájlhozzáférés dátumait a FAT fájlrendszerek könyvtári bejegyzéseinek fenntartott területén. [15] [16]
AT (csak PTS-DOS)
Feltételes végrehajtás csak AT-kompatibilis gépeken.
AUTOCHECK (csak PTS-DOS esetén)
Indító menedzser.
AUTOFAIL (csak OS / 2)
Konfigurálja a hibaüzenetek sokaságát.
AUX (csak DR-DOS 7.02 és újabb)
Változtatja a belső alapértelmezett soros eszközillesztőt (COM1: COM4-re: AUX: eszköz esetén. [8]
AVAILDEV (csak DOS 2.0-2.1 és DR-DOS 7.02 vagy újabb [8])
Letiltja a karakterkészülékek elérhetőségét a fantom \ DEV könyvtáron kívül.
BASEDEV (csak OS / 2)
Betölti az alap eszköz illesztőprogramját a memóriába.
BEEP (csak DR-DOS 7.02 és újabb)
Rövid sípoló hangot bocsát ki, még akkor is, ha a hangos értesítéseket a SWITCHES = / Q kapcsolóval letiltják. [8]
BOOTNEXT (csak DRMK)
Megadja a rendszerindító operációs rendszert.
BREAK (DOS 2.0 és DR DOS 3.31 vagy újabb; OS / 2)
Beállítja vagy törli a kiterjesztett Ctrl + C ellenőrzést.
BUFFERS (DOS 2.0 és DR DOS 3.31 vagy újabb; OS / 2)
Megadja a kiosztandó lemezpufferek számát.
BUFFERSHIGH (MS-DOS 7.0 [15] és DR-DOS 7.02 vagy újabb [8] és csak FreeDOS)
Ugyanaz, mint a BUFFERS, de kifejezetten puffereket tölt be HMA vagy UMB-be (mint például a HIBUFFERS a DR DOS 6.0 vagy újabb verziója alatt).
CACHESIZE (csak beágyazott DOS 6-XL)
A rendszerkészletből dinamikusan kiosztott 512 bájtos gyorsítótárblokkok száma.
CACHETTL (csak beágyazott DOS 6-XL)
A maximális idő ms-ban, mielőtt a nem használt gyorsítótárblokkok visszatérnek a rendszerkészletbe.
CACHEFLUSH (csak beágyazott DOS 6-XL)
Az a maximális idő ms-ban, amíg egy piszkos gyorsítótár-blokk ki nem ürül a lemezre.
CALL (csak OS / 2 4.0 és újabb)
Az INSTALL-hoz hasonlóan, a DOS alatt, betölti a programokat a CONFIG.SYS fájlba. Hasonló a RUN-hez az OS / 2 alatt, de az előtérben fut és megállítja a CONFIG.SYS feldolgozását a visszatérésig.
CAPSLOCK (csak DR-DOS 7.02 és újabb)
Megadja, hogy a billentyűzet ⇪ Caps Lock állapota be- vagy kikapcsolva legyen-e. [8]
CDDNAME (csak PTS-DOS)
Megadja a CD-ROM hardver illesztőprogram nevét.
CDDBUFFERS (csak PTS-DOS)
Megadja a CD-ROM-hoz való hozzáférés puffereinek számát.
Lánc (DR DOS 5.0 vagy újabb és beágyazott DOS)
Folytatja a CONFIG.SYS feldolgozását új fájlban és (a DR-DOS 7.02 óta) opcionális címkén. [8] [6]
ÓRA (csak PTS-DOS esetén)
Megadja a rendszer által használt óra típusát.
CLS (csak DR DOS 6.0 és újabb)
Megtisztítja a képernyőt.
CODEPAGE (csak OS / 2)
Megadja az OEM kódlapokat.
CMOSADDR (csak PTS-DOS)
Megadja a CMOS RAM címét.
SZÍN (csak PTS-DOS esetén)
Megadja a rendszerindító menük színeit.
COM1 (csak DR-DOS 7.02 és újabb)
Meghatározza a számlálást és a logikai sorrendet, és konfigurálja az I / O címet és időtúllépést a COM1: eszköz számára. [8] [17]
COM2 (csak DR-DOS 7.02 és újabb)
Meghatározza a számlálást és a logikai sorrendet, valamint konfigurálja az I / O címet és időtúllépést a COM2: eszköz számára. [8] [17]
COM3 (csak DR-DOS 7.02 és újabb)
Meghatározza a számlálást és a logikai sorrendet, valamint konfigurálja az I / O címet és időtúllépést a COM3: eszköz számára. [8] [17]
COM4 (csak DR-DOS 7.02 és újabb)
Meghatározza a számlálást és a logikai sorrendet, valamint konfigurálja az I / O címet és időtúllépést a COM4: eszköz számára. [8] [17]
COMAREA (csak PTS-DOS)
Puffert határoz meg a DMA számára.
MEGJEGYZÉS (DOS 4.0 vagy újabb és RxDOS, figyelmen kívül hagyva a DR-DOS 7.02 vagy újabb, [8] a beágyazott DOS és a PTS-DOS alatt)
Újradefiniálja a CONFIG.SYS beépített megjegyzés bevezető karakterét, vagy a következő sort figyelmen kívül hagyja.
ORSZÁG (DOS 3.0 és DOS Plus 2.1 FIDDLOAD és DR DOS 3.31 vagy újabb verziókkal; OS / 2)
Engedélyezi és konfigurálja a nemzetközi támogatást.
CPOS (csak DR DOS 6.0 és újabb)
Beállítja a kurzort a megadott helyzetbe a konfigurációs menük számára.
CPSW (csak MS-DOS 4.00-4.01, figyelmen kívül hagyva a DR-DOS 7.02 vagy újabb verzióban [8])
Kódlap-váltási támogatáshoz.
CPU (csak PTS-DOS)
Megadja a RAM frissítési sebességét.
CPU88 (csak PTS-DOS)
Feltételes végrehajtás csak 8088 processzoron.
CPU88 + (csak PTS-DOS)
Feltételes végrehajtás csak 8088 vagy magasabb processzorokon.
CPU86 (csak PTS-DOS)
Feltételes végrehajtás a 8086-o

## Problémák
A rendszer továbbra is indul, ha ezek a fájlok hiányoznak vagy sérültek. Ez a két fájl azonban elengedhetetlen a teljes indítási folyamatnak a DOS operációs rendszernél történő megjelenéséhez. Olyan információkat tartalmaznak, amelyeket az operációs rendszer személyes használatra való testreszabásához használnak. Ezenkívül tartalmazzák a különféle szoftver-alkalmazási csomagok követelményeit. A DOS rendszer hibaelhárítást igényel, ha ezeknek a fájloknak az egyike megsérül vagy megsérül.
Ha a CONFIG.SYS nem tartalmaz SHELL irányelvet (vagy a fájl sérült, vagy hiányzik), akkor a DOS általában a COMMAND.COM-ot keresi a rendszerindító meghajtó gyökérkönyvtárában. [18] Ha ez nem található, akkor a DOS 6.0 előtti verziói nem indulnak el. Az MS-DOS 6.0 / PC DOS 6.1 és a Novell DOS 7 vagy újabb verziók ehelyett egy parancsot adnak a parancsprocesszor elérési útjának és fájlnevének megadására. Ez a helyreállítási prompt akkor is megjelenik, ha az elsődleges parancsprocesszor megszakad hibák miatt, vagy ha szándékosan hagyják el. [4] (A COMMAND.COM esetében a belső EXIT parancs csak akkor kerül letiltásra, amikor a héj a / P paranccsal indult.) Ez korlátozott lehetőségeket is biztosít a héj cseréjéhez futás közben anélkül, hogy a rendszert újra kellene indítani. Mivel az MS-DOS 7.0 és újabb COMMAND.COM futtatható nem kompatibilis a DR-DOS-szal, [20] de általában a C meghajtó gyökérjében található: a kettős indítású forgatókönyvekben DR-DOS, DR-DOS 7.02 vagy újabb verzióval, már nem hagyja megkerülni a SHELL irányelveket (Ctrl +) F5 / F7 / F8 "ugrás" / "nyomkövetés" / "lépés" módban. [8] [18] [20] (Néhány későbbi kiadás (Ctrl +) F6 hozzátette az F5 korábbi "átugrásának" viselkedését az érvénytelen SHELL argumentumokkal kapcsolatos problémák helyrehozása érdekében. [18]) Ha a CONFIG.SYS átugrásakor sem található SHELL irányelv feldolgozás a (Ctrl +) F5-en keresztül (és a (Ctrl +) F7 / F8-mal is, ha az alapértelmezett fájlkiterjesztést megváltoztatták a SYS / DR: ext-vel), [7] a felhasználót a rendszer kéri, hogy adjon meg egy érvényes shell fájlnevet, mielőtt Töltse be a COMMAND.COM fájlt a gyökérből. [8] [20] Ha az ↵ Enter megnyomásával fájlt nem határoz meg, akkor a korábbi alapértelmezett lesz. [8]
A verziótól függően a CONFIG.SYS fájl mérete néhány kilobájtra korlátozódik az MS-DOS / PC DOS alatt (legutóbbi verziókban legfeljebb 64 KB), míg a fájl mérete korlátlan a DR-DOS esetén. [4 ] [18] Ennek oka az, hogy a korábbi operációs rendszerek (mivel a DOS 3.0 [21]) a fájlt egyes tokenizált memória-ábrázolásokba [21] állítják össze, mielőtt az irányelveket sorrendbe állítják és újracsomagolják egy meghatározott sorrendben feldolgozandó irányelvekkel (az eszközillesztők mindig betöltve) a TSR előtt), míg a DR-DOS értelmezi a fájlt, és sorban sorban végrehajtja a legtöbb irányelvet, ezáltal teljes ellenőrzést biztosítva az illesztőprogramok és a TSR-k betöltési sorrendje felett a DEVICE és az INSTALL segítségével (például a terhelési rend konfliktusok megoldására vagy egy program betöltésére) hibakeresés a hibakeresést megelőző eszközmeghajtó előtt) [8] [18], és lehetővé teszi a felhasználói interakció adaptálását és a fájl átfolyásának megváltoztatását olyan körülmények alapján, mint a telepített processzortípusok, bármilyen típusú gomb megnyomása, betöltési vagy bemeneti hibák előfordulása, vagy a betöltött szoftver által megadott visszatérési kódok. [4] [8] Ez különösen akkor hasznos, mert az INSTALL felhasználható nem rezidens szoftverek futtatásához DR-DOS alatt, így ideiglenes külső programokat lehet integrálni a CONFIG.SYS vezérlőáramba. [4] [11] [8]
Az MS-DOS / PC DOS 2.0 - 4.01 esetén a SHELL sor hossza 31 karakterre korlátozódott, míg a későbbi verziókban legfeljebb 128 karakter lehetséges. [4] [11] A DR-DOS akár 255 karaktert is képes elfogadni. [4] [11] A CONFIG.SYS irányelvek nem fogadnak el hosszú fájlneveket.
Kettős indítású DOS és Windows 9x:A Windows 95 telepítésekor egy már létező DOS / Windows telepítésre a CONFIG.SYS és az AUTOEXEC.BAT neve CONFIG.DOS és AUTOEXEC.DOS. Ennek célja a Windows 9x és a DOS közötti kettős indítás megkönnyítése. A DOS-ba való indításkor átmenetileg átnevezik őket a CONFIG.SYS és az AUTOEXEC.BAT névre. A Windows 95 verziók biztonsági másolatai CONFIG.W40 és AUTOEXEC.W40 fájlokként készülnek.
Amikor a Caldera DR-DOS 7.02 / 7.03 telepítve van egy olyan rendszert, amely már tartalmazza a Windows 95-et, a Windows 'CONFIG.SYS és AUTOEXEC.BAT megtartja ezeket a neveket. A DR-DOS indító fájljait DCONFIG.SYS (a DR DOS korábbi verzióiban már használt név) és AUTODOS7.BAT fájlként telepítik. [5]
OS/2 / Windows NT:Az OS / 2 a CONFIG.SYS fájlt széles körben használja a konfiguráció, az illesztőprogramok és a környezet beállításához, mielőtt a rendszer grafikus része betöltődik.
A Windows NT OS / 2 alrendszerében azt, amely CONFIG.SYS to OS / 2 programként jelenik meg, valójában a rendszerleíró adatbázisban tárolta.
Számos nem dokumentált vagy rosszul dokumentált CONFIG.SYS irányelv van az OS / 2 által használt [22].